# Iglesia de San Nicolás (Bakú)
La Iglesia de San Nicolás (en idioma ruso: Собор Св. Николая Чудотворца) fue una Iglesia ortodoxa rusa construida en Bakú Azerbaiyán, entre 1850 y 1857-58.

## Antecedentes
Hasta 1818, Bakú no tenía una iglesia permanente, excepto la parroquia militar móvil. El mismo año, una mezquita se convirtió en una iglesia ortodoxa que era una de las mezquitas en las llamadas «filas oscuras» en la fortaleza. Hasta ese momento, la mezquita había servido durante varios años como almacén militar. Este edificio se llamó inicialmente Iglesia Ortodoxa de San Nicolás el Wonderworker Miro-Lycian. Esta iglesia era pequeña e incómoda, y pronto hubo una pregunta sobre la construcción de una nueva iglesia ortodoxa.
El 29 de junio de 1821, un comité para la construcción de un nuevo templo en Bakú, cuyo presidente fue nombrado el coronel Melikov,  comandante de Bakú. Inicialmente, la idea era construir la iglesia en el Palacio de los Shirvansháhs parcialmente destruido. El Comandante Supremo del Cáucaso, general Alekséi Yermólov, se opuso a esto porque el palacio estaba planeado para instituciones estatales debido al lugar particularmente espacioso que ocupaba.
Al nuevo comandante coronel Afanasyev se le ordenó que examinara dos mezquitas cerca del Palacio de los Shirvansháhs en busca de una nueva iglesia. Pero el ingeniero contratado que realizó los exámenes llegó a la conclusión de que esto no debía hacerse.
En enero de 1831 la población ortodoxa de la ciudad solicitó a través del comandante de Bakú, el teniente coronel Kolomiytsev, la construcción en Bakú de la nueva iglesia de piedra de San Nicolás. Las estimaciones de diseño y construcción compiladas por el teniente coronel Isaev y enviadas al exarca de Georgia, el arzobispo Jonah, para su revisión, después de lo cual fueron sometidas a la aprobación del Comandante Supremo del Cáucaso, el General Nikita Pankratiev, para que emitiera los fondos necesarios desde el Tesoro, pero las autoridades superiores rechazaron las propuestas.
El permiso para la construcción del templo se recibió en 1850, después de que el exarca de Georgia, el arzobispo Isidoro, se lo entregara al gobernador del Cáucaso, Ilarión Ivanovich Vorontsov-Dashkov. También en 1850 se formó el comité de construcción, formado por el consejero colegiado jefe del condado Igor Trofimovitch Palashkovsky, que desempeñaba el cargo de superintendente del personal de la escuela de Bakú, el asesor colegiado Stepan Gorodensky y el sacerdote Dmitry Aleksapolsky. La nueva iglesia se decidió construir cerca de las puertas de Shamakhy de la fortaleza de Bakú.

## Construcción
La primera piedra de la construcción ceremonial del templo tuvo lugar el 18 de marzo de 1850. Una placa de plata con la fecha se colocó sobre los cimientos. El autor del proyecto fue Belov de la Gobernación de Tiflis. Los arquitectos principales fueron dos griegos pónticos de Trebisonda: Simon Giter y Kharlampy Pallistov. La construcción de la catedral se completó el 28 de octubre de 1857 y la consagración de la catedral fue hecha el 4 de mayo de 1858 por Isidoro (el ex Exarca de Georgia que ocupó el cargo hasta el 1 de marzo de 1858), el Santo Sínodo y Metropolitan de Kiev y Galich.

## Descripción
La catedral tenía unos 45 metros de altura, construida en forma de cruz con un altar al norte y dos tronos, el primero se construyó en nombre de San Nicolás, y el segundo se llamó «Protección de la Santísima Virgen». Este último fue construido en 1887 por donaciones. El principal iconostasio de cuatro niveles, está coronado por una imagen del Gólgota, fue realizado por M.G. Panin en 1853. El iconostasio más alto de dos niveles hecho de nogal. Las obras de carpintería se produjeron en el «taller de Meyer» en Bakú. Había un campanario de tres niveles con cinco campanas. El templo fue construido en el estilo georgiano-bizantino, una cruz de cuatro brazos, tenía una capacidad para 500 feligreses.
La iglesia fue demolida por las autoridades soviéticas en 1930, conservándose únicamente la parte inferior.